# Modelo de Babcock
El modelo de Babcock describe un mecanismo que puede explicar los patrones magnéticos y las manchas solares observadas en el Sol.

## Historia
El moderno entendimiento de las manchas solares se inició con George Ellery Hale, quien relacionó los campos magnéticos con las manchas solares. Hale sugirió que el período del ciclo de las manchas solares es de 22 años, cubriendo dos inversiones polares del campo del dipolo magnético solar.
Horace W. Babcock propuso en 1961 un modelo cualitativo de la dinámica solar. A gran escala, el Sol soporta un campo magnético oscilatorio, con una periodicidad cuasi-estable de 22 años. Esta oscillation es conocida como el ciclo dinámico de Babcock-Leighton, contribuyendo al intercambio oscilatorio de energía entre las componentes "poloidal" y "toroidal" del campo magnético solar.

## Ciclo dinámico de Babcock-Leighton
Un semiciclo dinámico se corresponde con un único ciclo de manchas solares. En el máximo solar, el campo magnético externo poloidal dipolar se encuentra cerca del momento en el que el ciclo dinámico tiene su fuerza mínima, pero el campo interno toroidal cuadrupolar, generado a través de rotación diferencial, está cerca de su fuerza máxima. Al llegar a este punto del ciclo dinámico, potentes flujos ascendentes dentro de la zona convectiva provocan la aparición de las fuerzas del campo magnético toroidal a través de la fotosfera, incrementándose las discontinuidades de concentración del campo magnético correspondientes a las manchas solares.
Durante la fase decreciente del ciclo solar, cambios de energía desde el campo magnético interno toroidal al campo magnético externo poloidal, disminuyendo el número de manchas solares. En el mínimo del ciclo solar, el campo toroidal está, en correspondencia, en su fuerza mínima, se reduce el número de las manchas solares, y el campo poloidal está en su fuerza máxima. Con el comienzo del siguiente ciclo de manchas solares de 11 años, se producen intercambios de energía magnética desde el campo poloidal al campo toroidal, pero con una polaridad que es la opuesta a la del ciclo anterior. El proceso funciona continuamente, y en un escenario idealizado y simplificado, cada ciclo de 11 años de manchas solares se corresponde con un cambio a gran escala en la polaridad global del campo magnético del Sol.